# A Little Less Sixteen Candles, a Little More „Touch Me”
A Little Less Sixteen Candles, a Little More "Touch Me" – trzeci, a zarazem ostatni singel z albumu From Under the Cork Tree amerykańskiego zespołu Fall Out Boy. Pete w teledysku wcielił się w rolę wampira.